# Gerd Kanter
Gerd Kanter (ur. 6 maja 1979 w Tallinnie) – estoński lekkoatleta specjalizujący się w rzucie dyskiem. Czterokrotny olimpijczyk (2004-2016), w tym dwukrotny medalista igrzysk (złoty w 2008 i brązowy w 2012 roku).
W 2005 Kanter zdobył srebrny medal mistrzostw świata. Pokonał go jedynie mistrz olimpijski Virgilijus Alekna, który dopiero w ostatniej próbie uzyskał zwycięski rezultat. Rok później Kanter zdobył srebrny medal mistrzostw Europy, ponownie przegrywając z Litwinem Alekną. W 2007 Kanter uzyskał tytuł mistrza świata.
Największy sukces odniósł na igrzyskach olimpijskich 2008 w Pekinie, gdzie zdobył złoty medal (wyprzedził o metr reprezentanta Polski Piotra Małachowskiego). Jego rekord życiowy w rzucie dyskiem wynosi 73,38 m (2006). Jest to rekord Estonii, a zarazem 5. wynik w historii tej konkurencji na świecie (do Kantera należą również 6. i 7. rezultat wszech czasów). 22 marca 2009 Kanter poprawił halowy rekord świata w rzucie dyskiem, osiągając odległość 69,51 m w szwedzkim Växjö.
W latach 2008–2009 zanotował serię 29 zwycięstw z rzędu w konkursach rzutu dyskiem.
W 2018 zakończył karierę sportową, kilka miesięcy później został trenerem jednego ze swoich największych rywali w karierze – Piotra Małachowskiego oraz Roberta Urbanka.

## Sukcesy
| Rok  | Zawody                    | Miasto    | Miejsce | Konkurencja  | Wynik   |
| ---- | ------------------------- | --------- | ------- | ------------ | ------- |
| 2005 | Mistrzostwa świata        | Helsinki  |         | Rzut dyskiem | 68,57 m |
| 2005 | Uniwersjada               | Izmir     |         | Rzut dyskiem | 65,29 m |
| 2005 | Światowy Finał IAAF       | Monako    |         | Rzut dyskiem | 66,01 m |
| 2006 | Mistrzostwa Europy        | Göteborg  |         | Rzut dyskiem | 68,03 m |
| 2006 | Światowy Finał IAAF       | Stuttgart |         | Rzut dyskiem | 68,47 m |
| 2007 | Mistrzostwa świata        | Osaka     |         | Rzut dyskiem | 68,94 m |
| 2007 | Światowy Finał IAAF       | Stuttgart |         | Rzut dyskiem | 66,54 m |
| 2008 | Igrzyska olimpijskie      | Pekin     |         | Rzut dyskiem | 68,82 m |
| 2008 | Światowy Finał IAAF       | Stuttgart |         | Rzut dyskiem | 68,38 m |
| 2009 | Mistrzostwa świata        | Berlin    |         | Rzut dyskiem | 66,88 m |
| 2012 | Mistrzostwa Europy        | Helsinki  |         | Rzut dyskiem | 66,53 m |
| 2012 | Igrzyska olimpijskie      | Londyn    |         | Rzut dyskiem | 68,03 m |
| 2013 | Mistrzostwa świata        | Moskwa    |         | Rzut dyskiem | 65,19 m |
| 2014 | Mistrzostwa Europy        | Zurych    |         | Rzut dyskiem | 64,75 m |
| 2014 | Puchar interkontynentalny | Marrakesz |         | Rzut dyskiem | 64,46 m |
| 2016 | Mistrzostwa Europy        | Amsterdam |         | Rzut dyskiem | 65,27 m |

Dwukrotnie zwyciężał w I lidze Pucharu Europy, a czterokrotnie w Zimowym Pucharze Europy w Rzutach. W 2009 oraz 2010 wygrał konkurs rzutu dyskiem podczas I ligi drużynowych mistrzostw Europy.
Zwycięzca łącznej punktacji Diamentowej Ligi 2012 i 2013 w rzucie dyskiem.

## Odznaczenia
- Order Białej Gwiazdy I Klasy – 2009[6]
- Order Białej Gwiazdy IV Klasy – 2006[7]